# Otipkavanje
Otipkavanje je vrsta uzorkovanja, odnosno uzimanje jednog dijela podataka iz skupa s ciljem očuvanja čitave informacije o skupu. Uzorak označava podskup nekog skupa i često podrazumijeva kontinuiranu veličinu (npr. uzorak Jadranskog mora ili 33.3% populacije). Za jedan diskretan uzorak upotrebljavamo izraze otipak ili češće očitak. Tako npr. kažemo da smo očitali vrijednost signala u trenutku t, odnosno iznos neke veličine na mjestu (x,y). Jednako tako kažemo da se u nekoj anketi 357 ljudi očitovalo o svom političkom uvjerenju ili slično.
U obradi signala otipkavanje označava pretvaranje kontinuiranje veličine u diskretnu, što je posebno korisno u digitalnim računalima. Ako je signal koji otipkavamo električni, otipkavanje u vremenskoj domeni možemo zamisliti kao proces u kojem prekidačem (tipkalom) u točno određenom vremenu priključujemo mjerni instrument i očitavamo izmjerene vrijednosti. Ako signal otipkavamo u pravilnim vremenskim razmacima reći ćemo da je otipkavanje pravilno (izotropno). U slučaju pravilnog otipkavanja možemo izmjeriti frekvenciju otipkavanja kao:
{\displaystyle f={\frac {1}{T}},}
gdje T označava razmak između dva očitka. Razmak može biti definiran u vremenskoj i prostornoj domeni.
Pojam pretipkavanje obično upotrebljavamo da bismo označili otipkavanje već otipkanog signala. Ako se signal otipkava frekvencijom manjom od početne, tada kažemo da smo signal podotipkali. Otipkavanje signala višom frekvencijom ponekad ima smisla, a najčešće se primjenjuje u svrhu izbjegavanja alias-efekta. Tako razlikujemo tehnike redundantnog otipkavanja (eng. oversampling) i preotipkavanja (eng. supersampling), odnosno tehniku utipkavanja (eng. upsampling) kojom među postojeće očitke uguravamo njihove vlastite kopije u svrhu proširenja signala (npr. povećanja rezolucije slike).
Otipkavanje ne smijemo pomješati s kvantizacijom. Dok otipkavanje diskretizira domenu signala, kvantizacija diskretizira kodomenu signala. Za otipkani i kvantizirani signal kažemo da je digitaliziran.

## Primjer otipkavanja
Odabran je dio slike "Krunidba kralja Tomislava" Otona Ivekovića, koji prikazuje hrvatski šahirani grb. Ako frekvencija otipkavanja po x i po y osi odgovara prikazanim crtama, otipkana slika će sadržavati piknjice na kojima se te crte preklapaju (jedan ogledni primjer očitka označen je zelenom bojom). Možemo vidjeti da će za odabranu frekvenciju informacija o šahovnici ostati sačuvana jer će i dalje će biti odabrano barem jedno bijelo i jedno crveno polje naizmjenično. U slučaju kada je frekvencija otipkavanja upola manja (odabiremo tek svako drugo preklapanje okomite i vodoravne crte), nemoguće je restaurirati šahovnicu iz samo tih elemenata. Tada kažemo da nemamo dovoljan broj očitaka za rekonstrukciju originalne slike (informacije). Ta pojava je poznata pod nazivom alias-efekt, a objašnjenja je Nyquist-Shannonovim teoremom otipkavanja.